# Однополые браки в Швейцарии
Однополые браки в Швейцарии легальны с 1 июля 2022 года. Закон, разрешивший однополые браки, 18 декабря 2020 года был принят 
Федеральным собранием Швейцарии, а 26 сентября 2021 года был одобрен на референдуме об однополых браках.

## Признание прав однополых пар на уровне кантонов (2001—2004 годы)
Ещё с 2001 года в кантоне Женева на региональном уровне по образцу французского ПАКС был принят закон, дающий не состоящим в браке парам, независимо от пола и сексуальной ориентации, многие права, обязанности и меры защиты, которые имеют супружеские пары. Однако, этот закон не давал преимуществ в области налогообложения, социального обеспечения, или страховых взносов.
22 сентября 2002 года в кантоне Цюрих путём референдума (62,7 % голосов) на региональном уровне был принят закон об однополых партнёрствах, дающий несколько больше прав, чем женевский закон, но требующий от пары как минимум шестимесячного совместного проживания перед подачей заявления.
В июле 2004 года в кантоне Невшатель также прошёл закон о регистрации не состоящих в браке пар независимо от их пола и сексуальной ориентации.

## Национальный закон о зарегистрированных гражданских партнёрствах 2005 года

Результаты за принятие закона по кантонам и полукантонам:
> 60 %
50 % — 59 %
< 49 %

Федеральный закон о зарегистрированных гражданских партнёрствах однополых пар поддерживали Зелёная партия Швейцарии, Социал-демократическая партия Швейцарии, Христианско-демократическая народная партия Швейцарии и Либерально-демократическая партия Швейцарии (нем. Freisinnig-Demokratische Partei der Schweiz). Против принятия закона высказывались Швейцарская народная партия, Евангелическая народная партия Швейцарии (нем. Evangelische Volkspartei der Schweiz) и Федеральный демократический союз (нем. Eidgenössisch-Demokratische Union).
Швейцария стала первой страной мира, в которой вопрос о регистрации однополых пар был решён всенародным голосованием. Против введения однополых партнёрств проголосовали только 7 из 26 швейцарских кантонов и полукантонов (это по большей части католические сельские регионы): Юра, Вале, Тичино, Аппенцелль — Иннерроден, Ури, Швиц и Тургау.

### Содержание закона
- Закон позволяет гомосексуальным парам регистрировать свои отношения с целью облегчения решения многочисленных вопросов, связанных с медицинским и пенсионным страхованием, налогообложением, пенсией, совместным владением имущества, наследованием имущества и так далее.
- Усыновление детей и доступ к средствам искусственного оплодотворения и репродуктивной медицины законом запрещаются.[7]
- Закон не предусматривает совместной «семейной» фамилии партнёров. Однако, не запрещается использовать общую составную фамилию (записывая две фамилии через знак «тире») в повседневной жизни, а также использовать фамилию партнёра в качестве псевдонима. С этими фамилиями разрешается даже подписывать документы, если подписывающий человек может быть однозначно идентифицирован. Кроме того, такую «семейную фамилию» или «псевдоним» разрешается дополнительно вносить в паспорт, однако она не является официальной фамилией.[8]
- Требования для приобретения гражданства Швейцарии иностранным лицом, заключившим гражданское партнёрство с гражданином Швейцарии, не отличаются от общих условий натурализации иностранных граждан. Однако, требования на минимальные сроки постоянного непрерывного проживания на территории страны сокращаются (пять лет проживания в Швейцарии и три года нахождения в партнёрстве).
- Иностранные гражданские партнёрства и однополые браки на территории Швейцарии приравниваются к швейцарским гражданским партнёрствам.

## Расширение прав однополых партнёров (2007—2018 годы)
30 сентября 2011 года Национальный совет Швейцарии 97 голосами против 83 отклонил петицию предоставить состоящим в партнёрстве однополым парам право на совместное усыновление детей. С данной инициативой выступали швейцарские ЛГБТ-организации. Несмотря на сохранившийся запрет, 86 % швейцарцев, согласно проведённым опросам, поддерживают юридическое признание прав гомосексуальных родителей. Однако, гомосексуалы имели право на усыновление лишь в качестве отдельных персон, но не как пары.
В 2012 году Швейцария отметила пятилетний юбилей официального признания однополых семей, а 14 марта Совет кантонов 21 голосом против 19 принял предложение своего комитета по правовым вопросам в поддержку усыновления однополыми парами. Национальному совету ещё предстояло рассмотреть предложение, прежде чем оно станет законом. С 1 января 2018 года люди, состоящие в однополых отношениях, могут усыновлять биологических детей своих партнёров.
Во всех кантонах Швейцарии были приняты ряд местных региональных законов, уточняющих или дополняющих основной закон. Например, в кантоне Женева в мае 2007 года народным референдумом (87 % голосов) на местном уровне был принят закон, освобождающий однополых партнёров, состоящих в зарегистрированном гражданском партнёрстве, от налога на наследство.

## Закон об однополых браках
С 2005 года также возможны ситуации, когда в браке состоят два лица одного пола. Однако, существование однополого брака в Швейцарии возможно лишь в случае, когда один из партнёров сменил пол, а брак был заключён ещё до проведения операции. Такой брак признаётся государством.
В 2015 году от партии Христианских демократов поступило предложение провести референдум по поводу точного определения брака и решить, будет ли понятие «брак» гендерно-нейтральным. Кроме того, предлагалось уравнять пары, состоящие в браке, с сожительствующими в сфере налогообложения, так как в некоторых случаях лица, состоящие в законном браке, платят больше налогов, чем те, которые живут в гражданском браке.
28 февраля 2016 года в Швейцарии прошёл референдум, где граждане высказались против с небольшим перевесом (50,8 % против и 49,2 % за), даже учитывая, что 17 кантонов/полукантонов высказались за и 6 кантонов/полукантонов против. Таким образом, консервативное конституционное определение брака не было принято, что даёт возможность для проведения референдума о наделении однополых пар правом вступать в полноценный брак. Зелёная либеральная партия Швейцарии неоднократно выступала с данной инициативой, но референдум не мог быть проведён из-за оппозиции других парламентских партий.
Согласно опросу, проведенному в 2013 году, 63 % швейцарцев поддерживают право однополых пар на брак и право усыновлять детей.

### Парламентская инициатива Зелёной либеральной партии
В декабре 2013 года Зелёная либеральная партия представила парламентскую инициативу по внесению поправки в Конституцию с целью легализации однополых браков. 20 февраля 2015 года Комитет Национального совета по правовым вопросам проголосовал за эту инициативу 12 голосами против 9 при 1 воздержавшемся. 1 сентября 2015 года Комитет Совета кантонов по правовым вопросам одобрил инициативу 7 голосами против 5. Комитету Национального совета по правовым вопросам было поручено подготовить законопроект в течение двух лет (согласно статье 111 Конституции). Однако из-за сложности правовой реформы Комитет Национального совета по правовым вопросам 11 мая 2017 года предложил продлить срок ещё на два года и обратился к администрации правительства для дальнейшего изучения вопроса. Швейцарская народная партия попыталась заблокировать инициативу, однако 16 июня 2017 года Национальный совет проголосовал за предложение Комитета продолжить изучение этой инициативы, включая идею открытия доступа разнополых пар к зарегистрированным партнёрствам.
Комитет Национального совета по правовым вопросам провел 17 мая 2018 года, в Международный день борьбы с гомофобией, обсуждение правовых последствий легализации однополых браков и приступил к разработке закона о браке. Комитет порекомендовал внести поправки в Гражданский кодекс Швейцарии, заменив гетеросексуальное определение брака на гендерно-нейтральное. Он также порекомендовал внести поправки в закон о регистрации актов гражданского состояния 1953 года, в котором брак определяется как союз мужчины и женщины. Другие законы, в том числе законы, касающиеся натурализации, также будут изменены. Кроме того, по данным Комитета и Министерства юстиции, инициатива автоматически узаконит совместное усыновление детей однополыми супругами. 6 июля 2018 года Комитет проголосовал против полного отклонения этой инициативы, а затем проголосовал за легализацию однополых браков, совместное усыновление и облегчённую натурализацию. Кроме того, Комитет проголосовал за законодательные изменения вместо изменения Конституции. Таким образом, референдум по этому вопросу не является обязательным (хотя противники всё же могут провести референдум, для чего потребуется простое большинство голосовавших, чтобы добиться успеха). Несмотря на протесты ЛГБТ-групп, Комитет решил не включить в проект доступ к вспомогательным репродуктивным технологиям и пенсии по вдовству, так что инициатива будет иметь больше шансов на одобрение. Кроме того, легализация доступа к вспомогательным репродуктивным технологиям потребует конституционной поправки. Эти два вопроса будут обсуждаться в отдельном законопроекте.
14 февраля 2019 года Комитет Национального совета по правовым вопросам одобрил законопроект, разрешающий однополые браки, 19 голосами против 4 при 1 воздержавшемся. Другой законопроект, который позволил бы дать женским парам доступ к донорской сперме, был отклонен. Считается, что предоставление женским парам доступа к услугам донорской спермы ставит в неравное положение брак между двумя мужчинами и брак между двумя женщинами, поскольку донорство яйцеклеток и суррогатное материнство были запрещены. Оба предложения были отправлены на публичные консультации, после чего Федеральный совет пересмотрит законопроект и сможет представить его на утверждение в парламент Швейцарии. Кроме того, оба предложения ликвидируют институт зарегистрированных партнёрств. Заключённые партнёрства останутся в силе, а также будет предоставлена возможность переоформления партнёрства в брак. 14 марта Комитет начал консультации, которые длились до 21 июня 2019 года. Консультация показала широкую поддержку легализации однополых браков среди всех политических партий, за исключением Швейцарской народной партии. Национальная комиссия, занимающаяся этим вопросом, возобновит свои обсуждения в конце августа, чтобы уточнить некоторые моменты, такие как социальное страхование и пенсия по вдовству. После этого Федеральные палаты должны будут принять решение по тексту законопроекта, начиная с Национального совета. Вероятно, вопрос о легализации однополых браков будет вынесен на общенациональный референдум..
11 июня 2020 года Национальный совет Швейцарии разрешил однополые браки, а также предоставил право лесбиянкам зачинать детей из спермы доноров (132 депутата проголосовали «за», 53 — «против», 13 воздержались).

## Статистика
Первой парой, заключившей однополый союз, стали мужчины 89 и 60 лет, прожившие вместе более 30 лет. За первые пять месяцев действия закона было заключено 1127 однополых гражданских партнёрств, в том числе 813 — мужчинами и 314 — женщинами. Как и следовало ожидать, после «бума» в первые недели, количество заключённых союзов постепенно снижалось. Кроме того, наблюдаются и региональные отличия. Большее количество партнёрств заключается в крупных городах.
Согласно данным Федерального статистического бюро Швейцарии к началу декабря 2010 года в Швейцарии было зарегистрировано 4480 гражданских партнёрств. В частности, в партнёрства вступили 3141 пара мужчин и 1339 пар женщин. Наибольшее число однополых партнёрств заключено в кантонах Цюрих, Во, Берн и Женева. За весь период действия закона расторгнуто было лишь около 200 однополых союзов.
Одним из первых правом заключения партнёрства воспользовался известный 104-летний швейцарский певец Юг Адемар Кюэно, который 19 января 2007 года официально зарегистрировал свои отношения с 64-летним Альфредом Огюстеном, спутником своей жизни на протяжении последних более чем 20 лет.

## Реакция церквей
- Христианско-католическая церковь Швейцарии рассматривает гомосексуальные отношения как морально приемлемые и совершает благословения однополых пар, хотя и проводит различие между браком мужчины и женщины и однополым союзом.[40]
- Реформатская церковь Швейцарии в кантонах Шаффхаузен,[41] Берн—Юра—Золотурн[42] и Цюрих[43] также проводит церемонии венчания однополых пар.